# Tuffalun
Tuffalun est une commune nouvelle française, située dans le département de Maine-et-Loire, en région Pays de la Loire, créée le 1er janvier 2016.

## Géographie

### Climat
Pour des articles plus généraux, voir Climat des Pays de la Loire et Climat de Maine-et-Loire.
En 2010, le climat de la commune est de type climat océanique altéré, selon une étude du CNRS s'appuyant sur une série de données couvrant la période 1971-2000. En 2020, Météo-France publie une typologie des climats de la France métropolitaine dans laquelle la commune est exposée à un climat océanique et est dans la région climatique  Moyenne vallée de la Loire, caractérisée par une bonne insolation (1 850 h/an) et un été peu pluvieux. 
Pour la période 1971-2000, la température annuelle moyenne est de 11,5 °C, avec une amplitude thermique annuelle de 14 °C. Le cumul annuel moyen de précipitations est de 660 mm, avec 11,5 jours de précipitations en janvier et 5,9 jours en juillet. Pour la période 1991-2020, la température moyenne annuelle observée sur la station météorologique de Météo-France la plus proche, « Martigne-briand », sur la commune de Terranjou à 8 km à vol d'oiseau, est de 12,6 °C et le cumul annuel moyen de précipitations est de 617,0 mm,. Pour l'avenir, les paramètres climatiques de la commune estimés pour 2050 selon différents scénarios d'émission de gaz à effet de serre sont consultables sur un site dédié publié par Météo-France en novembre 2022.

## Urbanisme

### Typologie
Au 1er janvier 2024, Tuffalun est catégorisée commune rurale à habitat dispersé, selon la nouvelle grille communale de densité à sept niveaux définie par l'Insee en 2022.
Elle est située hors unité urbaine. Par ailleurs la commune fait partie de l'aire d'attraction d'Angers, dont elle est une commune de la couronne,. Cette aire, qui regroupe 81 communes, est catégorisée dans les aires de 200 000 à moins de 700 000 habitants,.

## Toponymie
Ce néo-toponyme est la contraction de "tuffeau" et falun" en référence aux sous-sols des anciennes communes composés de tuffeau et de falun.

## Histoire
Créée par un arrêté préfectoral du 17 décembre 2015, elle est issue du regroupement des trois communes d'Ambillou-Château, Louerre et Noyant-la-Plaine qui deviennent des communes déléguées. Ambillou-Château en est le chef-lieu.

## Politique et administration

### Administration municipale
Pendant une période transitoire, le conseil municipal de la nouvelle commune est constitué de l'ensemble des conseillers municipaux des anciennes communes.
| Période                                  | Période                    | Identité                    | Étiquette | Qualité |
| ---------------------------------------- | -------------------------- | --------------------------- | --------- | ------- |
| Les données manquantes sont à compléter. |                            |                             |           |         |
| janvier 2016                             | mai 2020                   | Françoise Silvestre de Sacy |           |         |
| mai 2020                                 | mars 2023                  | Sophie Métayer              |           |         |
| mars 2023                                | En cours (au 24 mars 2023) | Nathalie Gohlke             |           |         |

Jusqu'aux élections municipales 2020, les maires des anciennes communes étaient de droit maires délégués de celles-ci.

### Communes déléguées
| Nom                      | Code Insee | Intercommunalité | Superficie (km2) | Population (dernière pop. légale) | Densité (hab./km2) |
| ------------------------ | ---------- | ---------------- | ---------------- | --------------------------------- | ------------------ |
| Ambillou-Château (siège) | 49P01      | CC du Gennois    | 19,99            | 941 (2013)                        | 47                 |
| Louerre                  | 49181      | CC du Gennois    | 14,44            | 485 (2013)                        | 34                 |
| Noyant-la-Plaine         | 49230      | CC du Gennois    | 4,99             | 352 (2013)                        | 71                 |

## Population et société

### Démographie
L'évolution du nombre d'habitants est connue à travers les recensements de la population effectués dans la commune depuis sa création.

En 2022, la commune comptait 1 734 habitants, en évolution de −2,25 % par rapport à 2016 (Maine-et-Loire : +2,12 %, France hors Mayotte : +2,11 %).
| 2014  | 2015  | 2020  | 2022  |
| ----- | ----- | ----- | ----- |
| 1 769 | 1 775 | 1 743 | 1 734 |

## Économie
Sur 178 établissements présents sur la commune à fin 2015, 24 % relevaient du secteur de l'agriculture (pour 11 % sur le département), 8 % du secteur de l'industrie, 8 % du secteur de la construction, 45 % de celui du commerce et des services et 15 % du secteur de l'administration et de la santé.

## Culture locale et patrimoine

### Lieux et monuments
- Château de la Grézille.
- Église Saint-Maurice de Louerre.
- Manoir de Vau.